# Тиран тропічний

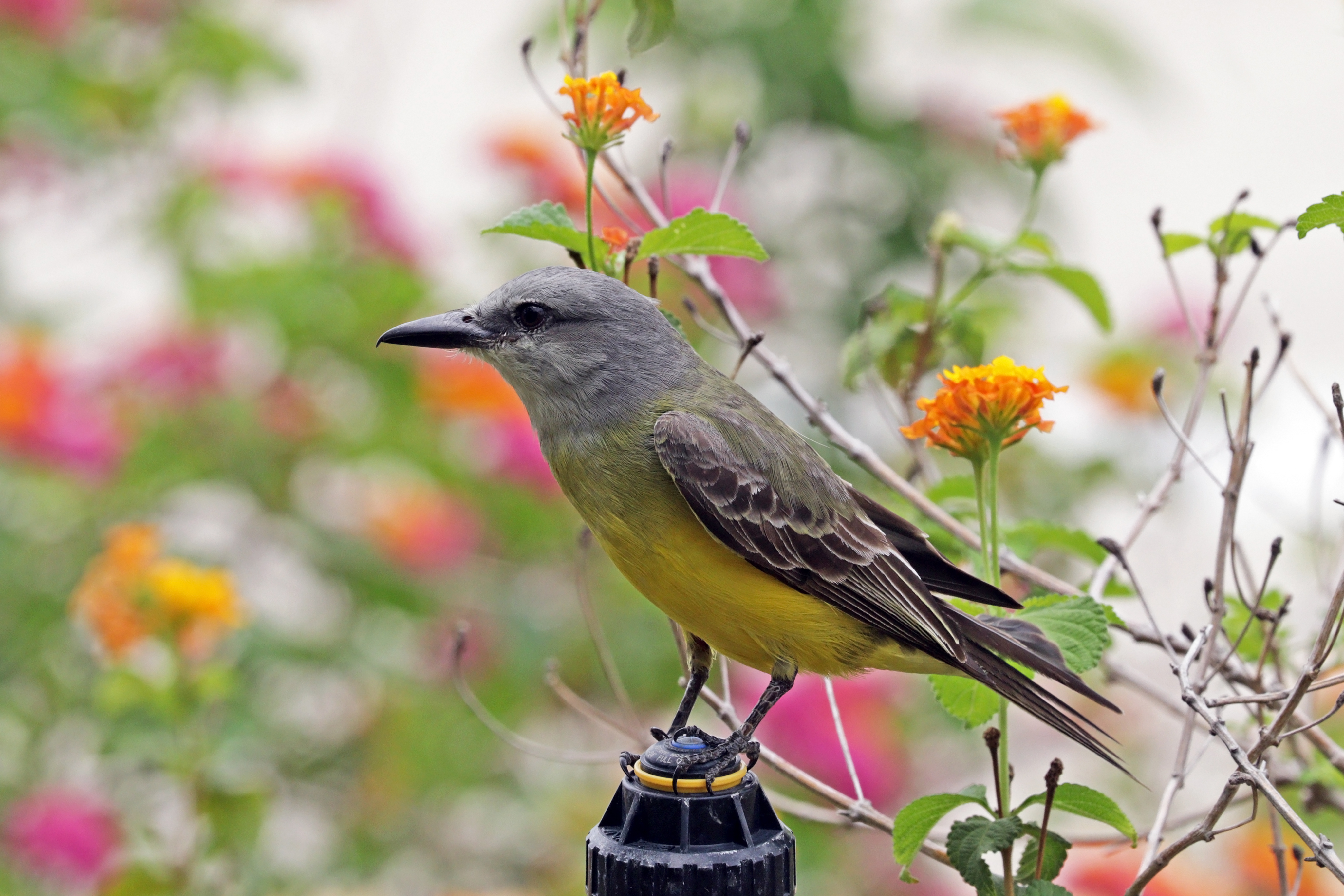
Тропічний тиран (підвид T. m. satrapa, Панама)

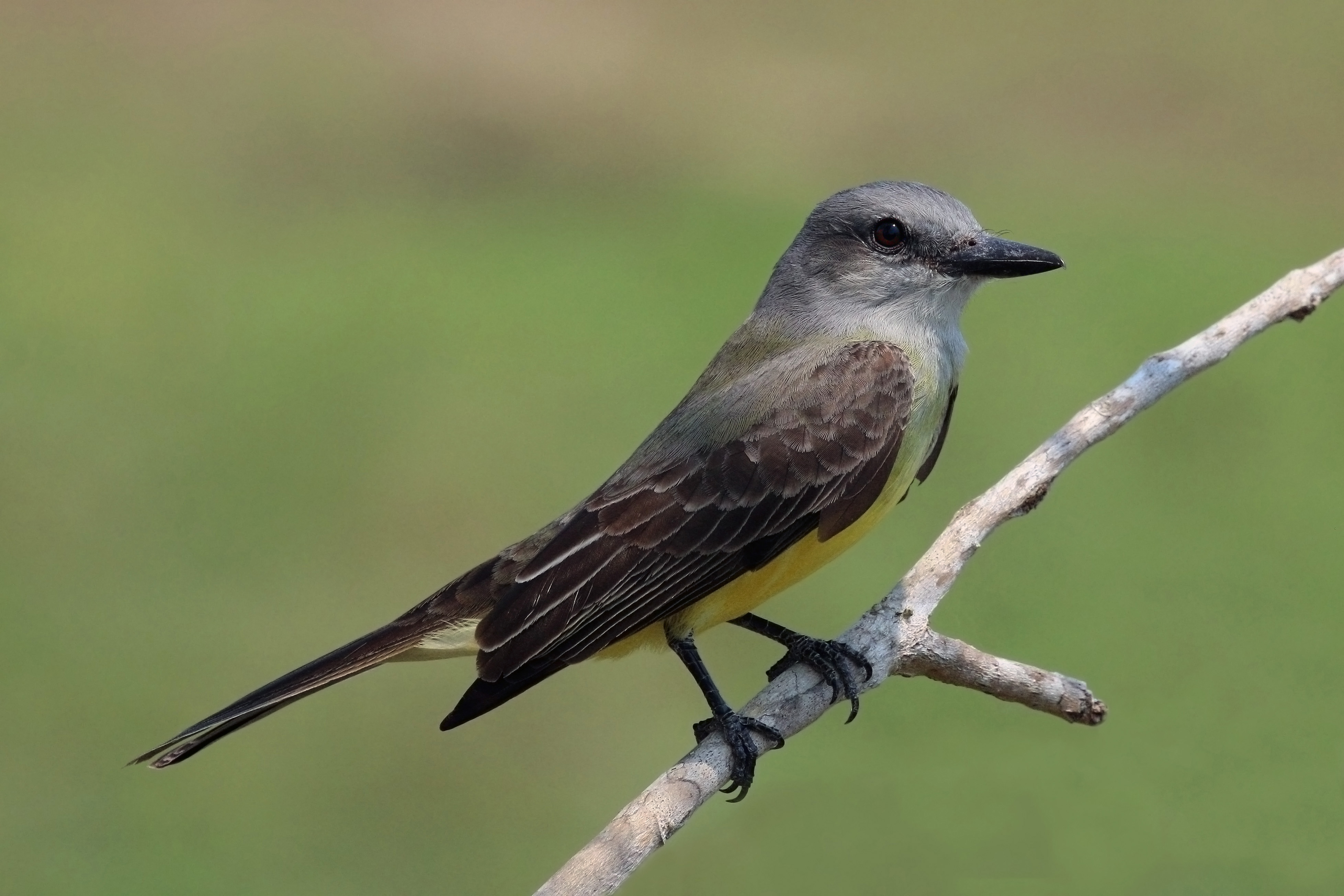
Тропічний тиран (підвид T. m. melancholicus, Пантанал, Бразилія)

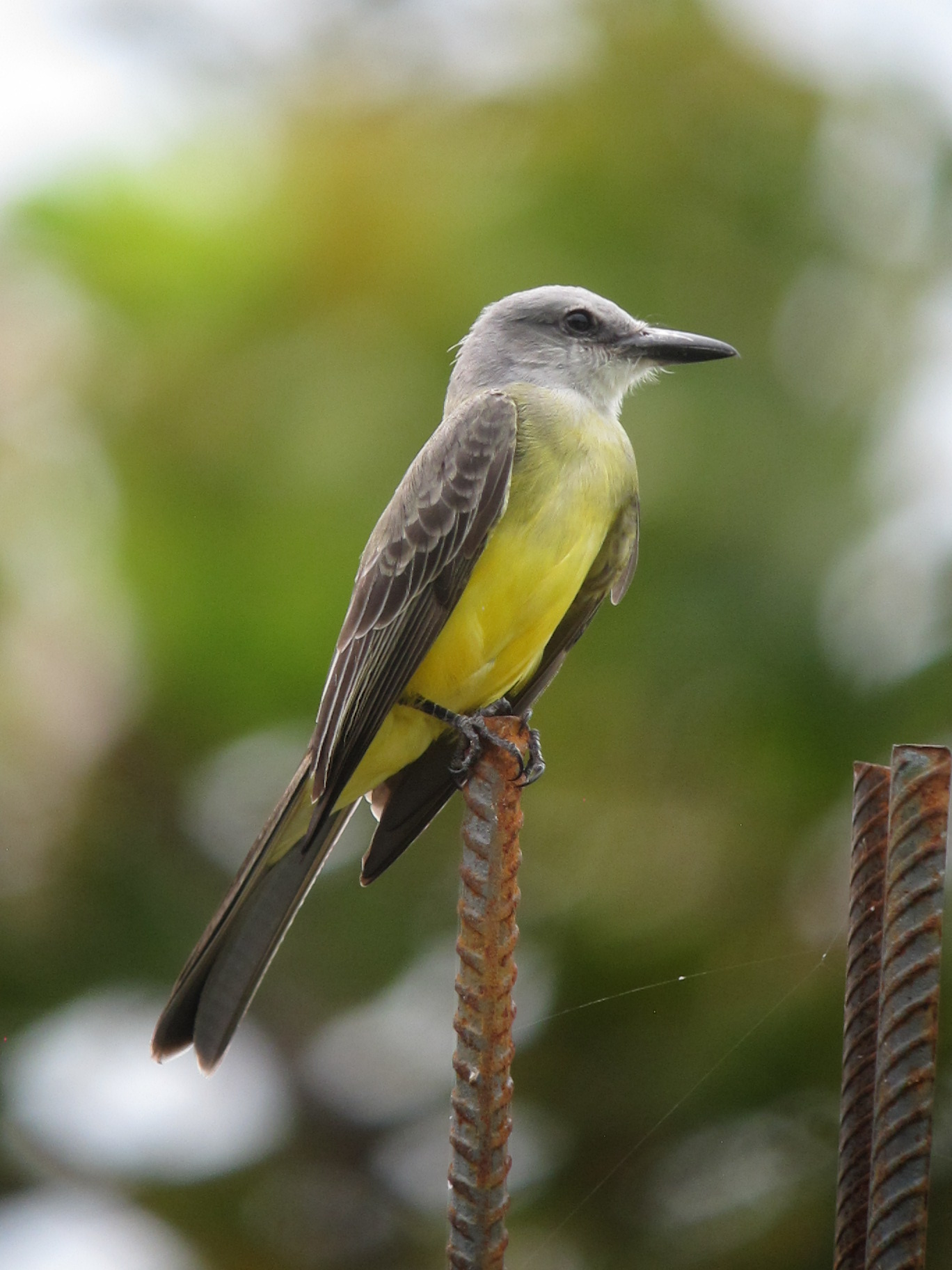
Тропічний тиран (Колумбія)

Тиран тропічний (Tyrannus melancholicus) — вид горобцеподібних птахів родини тиранових (Tyrannidae). Мешкає в Америці.

## Опис
Довжина птаха становить 18-24 см, розмах крил 38-41 см, вага 35-39 г. Виду не притаманний статевий диморфізм. Голова сірувата, на обличчі чорнувата "маска", на тімені малопомітна оранжева смуга. Верхня частина тіла сірувато-зелена, крила і хвіст коричневі, хвіст роздвоєений. Горло сірувате, груди оливкові, решта нижньої частини тіла жовта. У молодих птахів покривні пера крил мають жовтуваті края.

## Підвиди
Виділяють три підвиди:
- T. m. satrapa (Cabanis & Heine, 1860) — від південної Аризони і долини Ріо-Гранде в Техасі до північної Колумбії і північної Венесуели та на острові Тринідад;
- T. m. despotes (Lichtenstein, MHK, 1823) — північно-східна Бразилія (від Амапи, Мараньяну і Сеари до Баїї);
- T. m. melancholicus Vieillot, 1819 — від південної Колумбії, Гвіани і північної Бразилії до центральної Аргентини.

## Поширення і екологія
Тропічні тирани поширені від південного заходу США до центральної Аргентини. Популяції, що мешкають на крайній півночі та на півдні ареалу є перелітними, решта популяцій ведуть переважно осілий спосіб життя. Тропічні тирани віддають перевагу напіввідкритим ландшафтам, місцями порослим чагарниками і деревами, часто трапляються поблизу людських поселень, в садах і поблизу доріг. Зустрічаються переважно на висоті до 1800 м над рівнем моря, місцями на висоті до 3100 м над рівнем моря.

## Поведінка
Тропічні тирани живляться комахами та іншими безхребетними, на яких вони чатують, сидячи на високо розташованій гілці або яких шукають серед листя, доповнюють свій раціон ягодами і плодами. Вони є моногамними, територіальними птахами. Самець і самиця залишаються разом протягом всього року. Гніздо має чашоподібну форму, робиться з гілочок, ліан, корінців і трави, іноді встелюється м'яким матеріалом, розміщується на дереві. В кладці від 2 до 4 білуватих або рожевуватих яєць, поцяткованих темними пламками. Інкубаційний період триває 16 днів, пташенята покидають гніздо через 18-19 днів після вилуплення. Тропічні тирани агресивно захищають свою територію навіть від птахів, більших за них самих, таких як тукани або каракари.